# Llista de peixos de Vermont
Aquesta llista de peixos de Vermont inclou 34 espècies de peixos que es poden trobar actualment a Vermont (Estats Units) ordenades per l'ordre alfabètic de llurs noms científics.

## A
- Alosa aestivalis
- Alosa pseudoharengus[1]
- Ameirus nebulosus
- Ammocrypta pellucida[2]

## C
- Channa argus
- Ctenopharyngodon idella
- Cyprinus carpio

## D
- Dorosoma cepedianum

## E

Localització de Vermont als Estats Units

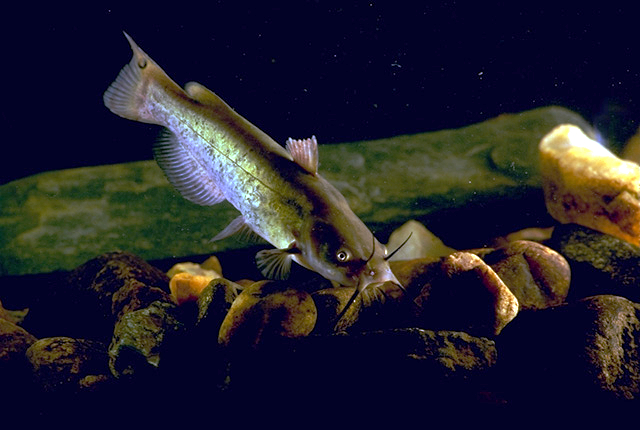
Ameirus nebulosus

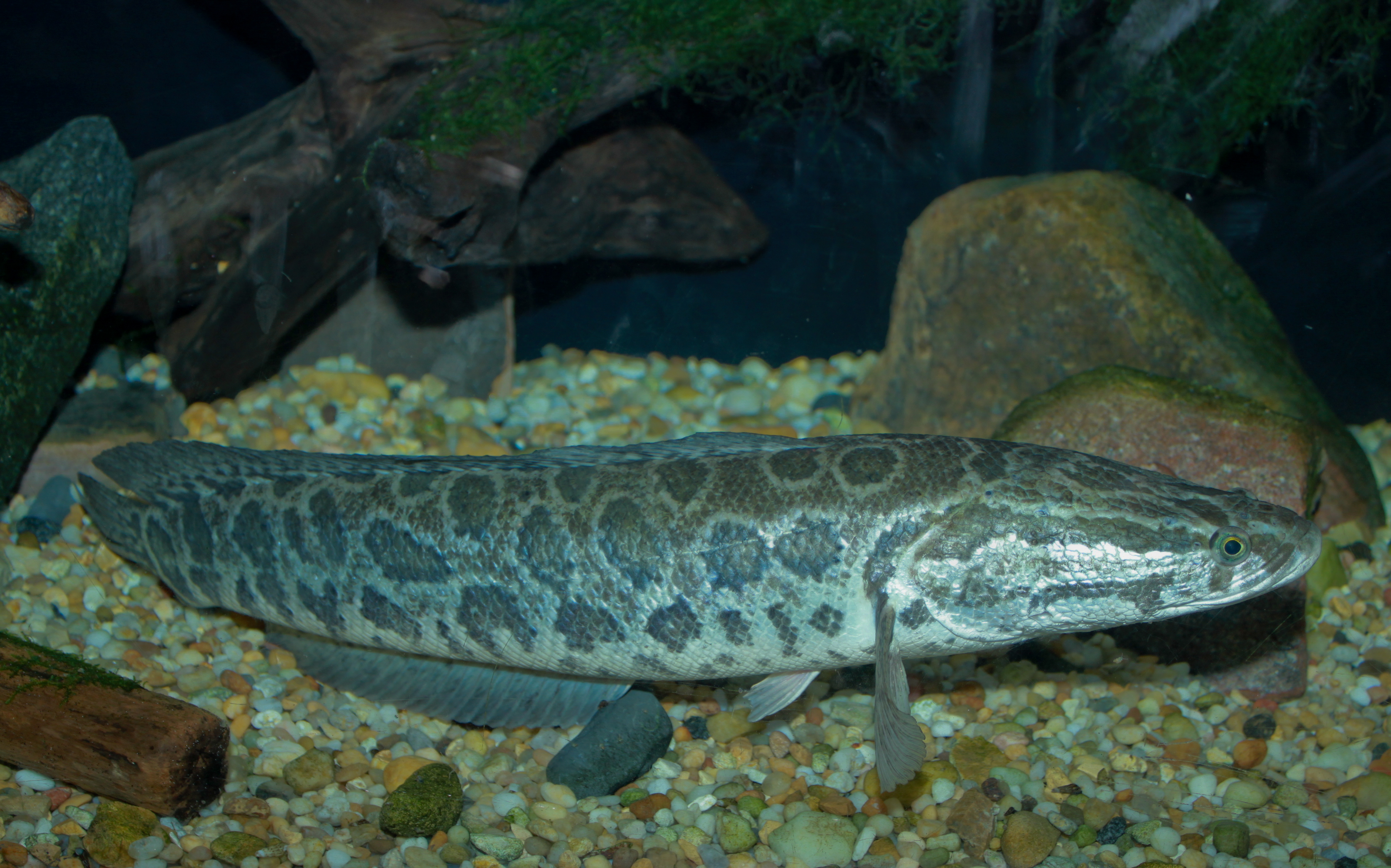
Channa argus

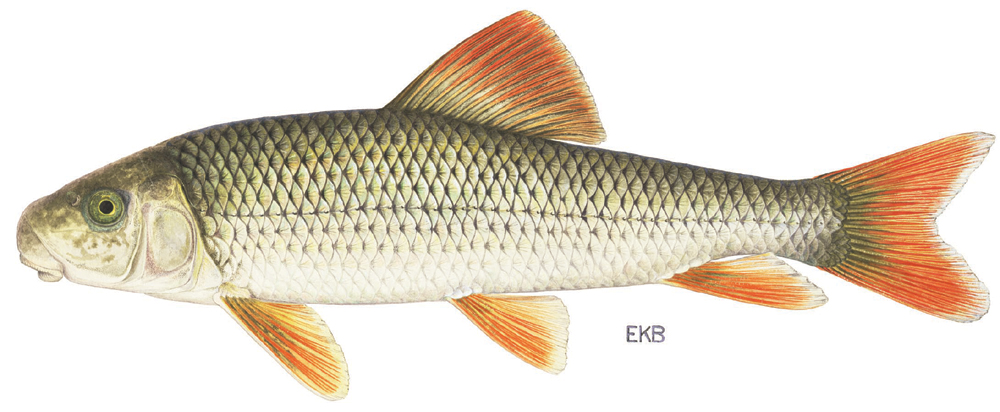
Moxostoma valenciennesi

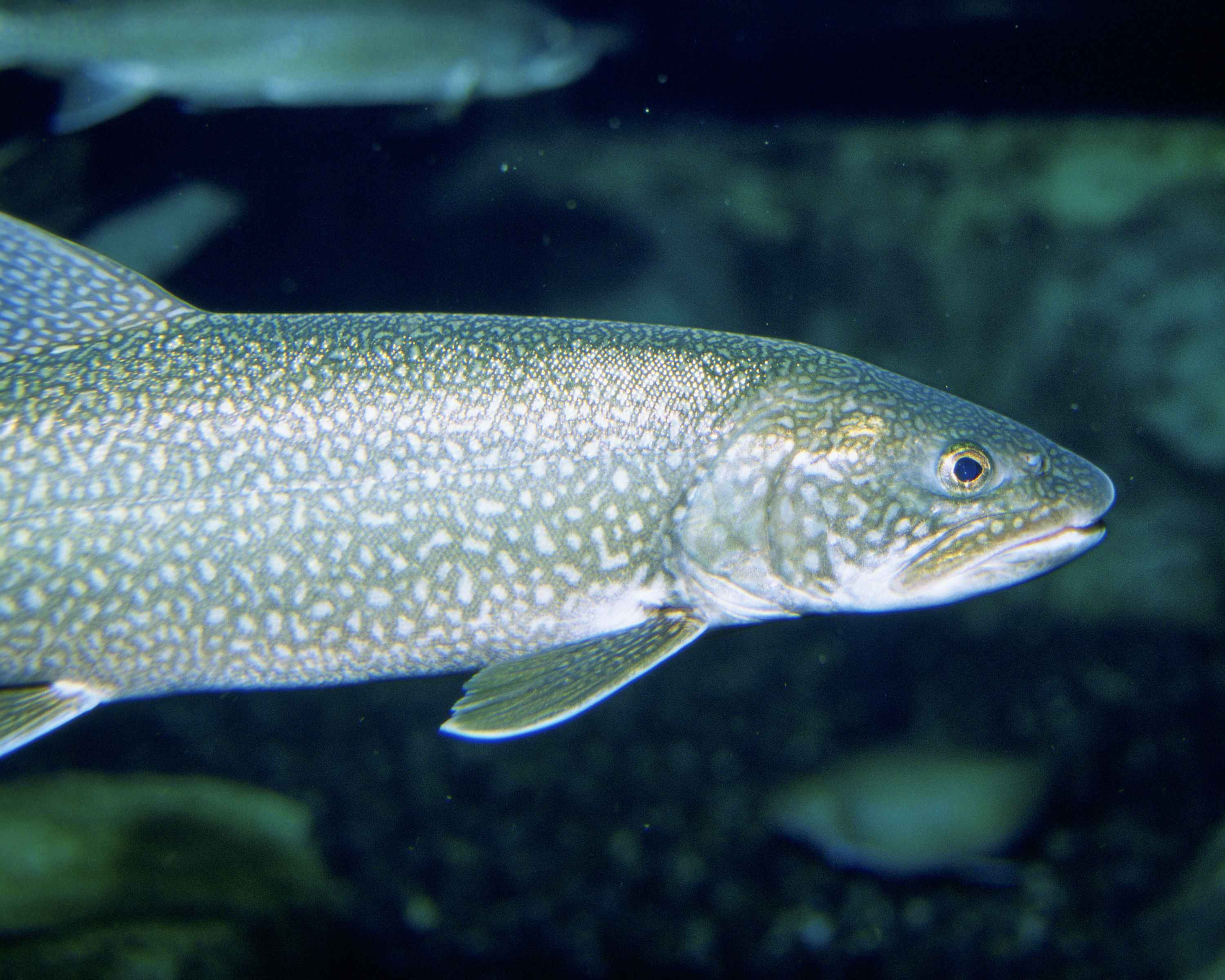
Salvelinus namaycush

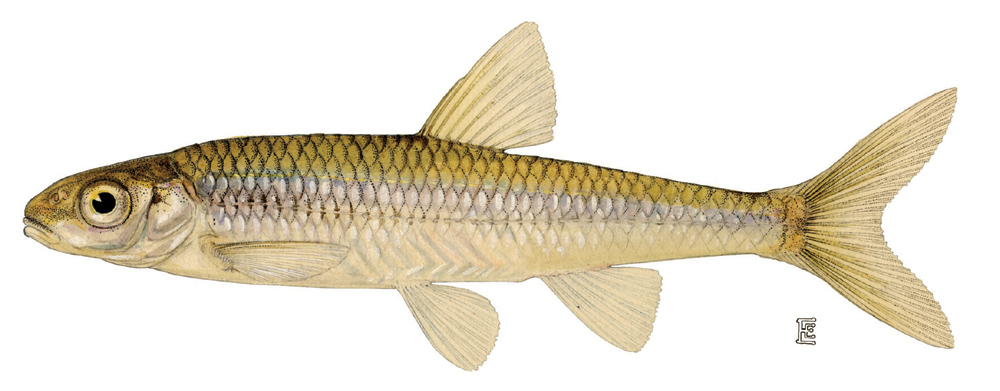
Notropis volucellus

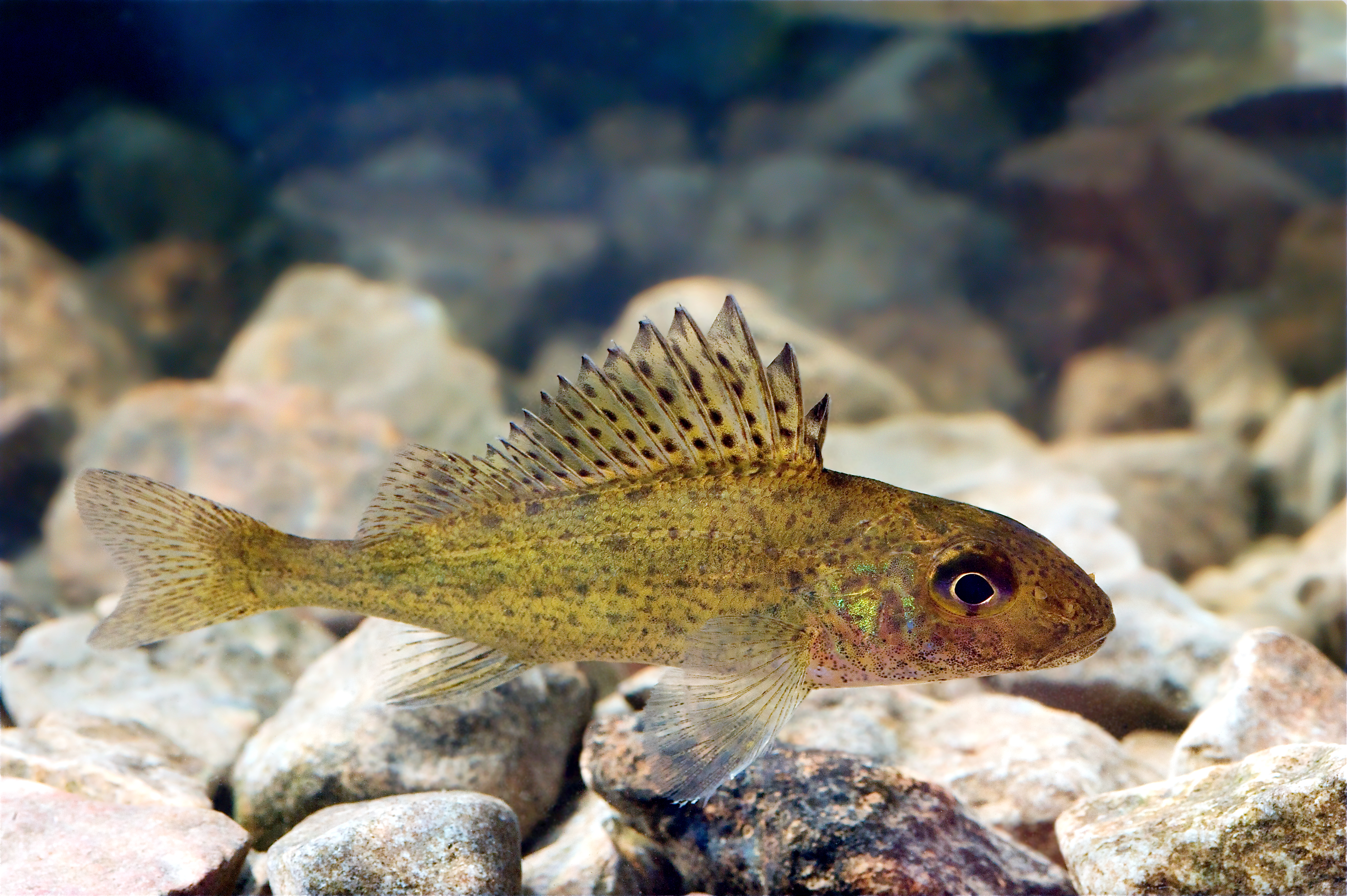
Gymnocephalus cernua

- Esox lucius
- Esox niger

## G
- Gymnocephalus cernua

## H
- Hypophthalmichthys molitrix
- Hypophthalmichthys nobilis

## L
- Lepomis gibbosus

## M
- Micropterus dolomieui
- Micropterus salmoides
- Morone americana
- Moxostoma valenciennesi

## N
- Neogobius melanostomus
- Notropis heterodon
- Notropis volucellus

## O
- Oncorhynchus mykiss
- Osmerus mordax

## P
- Perca flavescens
- Percina copelandi
- Proterorhinus marmoratus

## S
- Salmo salar
- Salmo trutta
- Salvelinus fontinalis
- Salvelinus namaycush
- Sander vitreus
- Scardinius erythrophthalmus

## T
- Thymallus arcticus[3][4]
- Tinca tinca[5]